# アル・ジェファーソン
アル・ジェファーソン（Albus Ricardo Jefferson、1985年1月4日 - ）はアメリカ合衆国ミシシッピ州モンティチェロ出身のバスケットボール選手。ポジションはパワーフォワード、センター。208cm、120kg。

## 学生時代
高校はプレンティス高校でプレー。在学中の4年間全てのシーズンでミネソタ州とカンファレンスのオールチーム、カンファレンスMVPに選ばれ、3年生の時には37.1得点18.0リバウンド5.0ブロックの成績でチームを州チャンピオンに導き、最終学年には42.6得点18.0リバウンドの成績で州のミスター・バスケットボールに選出された。マクドナルド・オール・アメリカン・ゲームでは16得点11リバウンドを記録した。在学中のキャリアハイは66得点。

## NBA

### ボストン・セルティックス
高校卒業後、大学には進学せずに2004年のNBAドラフトにエントリーし、1巡目15位でボストン・セルティックスから指名を受ける。ルーキーイヤーとなった2004-2005シーズンは71試合に出場し、6.7得点4.4リバウンドの成績を残し、オールルーキーセカンドチームに選出される。翌2005-2006シーズンは足首に怪我を抱えたままのプレーが続き、出場試合数は59試合に留まり、成績も周囲が期待したほどの成長を見せなかった。ジェファーソンはこのシーズン終了後に、怪我の原因となった体重を絞るべく専門の栄養士を雇い、約15kgの減量に成功。さらに夏には足首に発見された骨棘の除去のため手術を行い、万全の状態で新しいシーズンを迎えようとしていたが、開幕直後に盲腸が発覚、11月8日にこの年2度目の手術を行い、11月23日にようやくチームに復帰した。
序盤は多難に見舞われながらも、2006-2007シーズンのジェファーソンは飛躍の年となった。このシーズンのセルティックスはテオ・ラトリフ、ケンドリック・パーキンス、マイケル・オロウォカンディのセンター3人が相次いで故障するという非常事態に陥ったが、その分ジェファーソンには多くの出場機会が与えられ、60試合に先発出場し、16.0得点11.0リバウンド1.5ブロックのダブルダブルのアベレージを残した。2007年3月5日にはイースタンカンファレンスの週間最優秀選手に選出された。
このオフにセルティックスは大規模な補強に乗り出し、ジェファーソンはケビン・ガーネットとのトレードのため、5選手と共にミネソタ・ティンバーウルブズへ移籍することが決まった。

### ミネソタ・ティンバーウルブズ
ウルブズではケビン・ガーネットが抜けたポジションに、そのままジェファーソンが納まることになった。即ち、ウルブズのエースというポジションである。ウルブズはジャファーソン中心の再建計画を歩むため、トレードが行われた直後にジェファーソンと5年6,500万ドルという大型契約を結んでいる。
ジェファーソンはチームの期待に応え、2007-08シーズンは21.0得点11.1リバウンドを記録し、平均リバウンドはリーグ5位にランクされた（このシーズンに平均20得点10リバウンド以上を達成したのはジェファーソンを含めて4選手のみ）。1月の第4週には平均33.3得点15.3リバウンドをあげ週間MVPに輝き、キャリアハイの41得点もあげている。

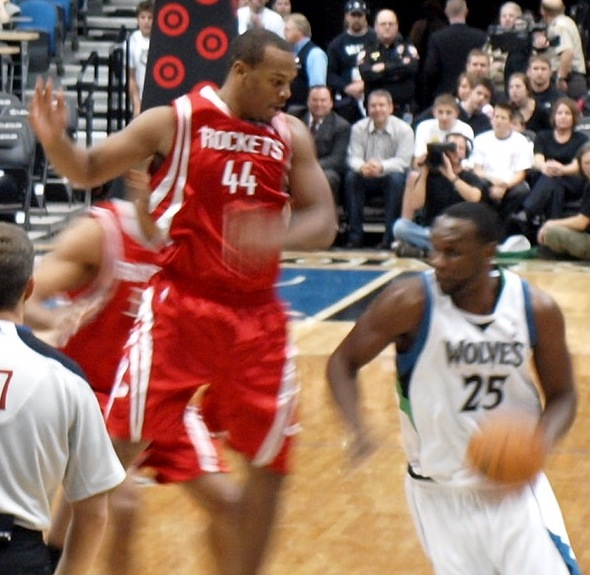
ヒューストン・ロケッツのチャック・ヘイズを躱すジェファーソン

2008-09シーズンもジェファーソンの奮闘は続き、23.1得点11.0リバウンドをあげるが、シーズン途中に故障してしまい、50試合の出場のみ留まった。

### ユタ・ジャズ
2009-10シーズン後、トレードでユタ・ジャズへ移籍した。

### シャーロット・ボブキャッツ
2013年7月10日、シャーロット・ボブキャッツに移籍した。

### インディアナ・ペイサーズ
2016年7月1日、インディアナ・ペイサーズと3年3000万ドルの契約を結んだ。

## プレースタイル
基本に忠実なため決して華やかさはないが、ポストプレーのバリエーションの豊富さはリーグでも屈指。恵まれた体格を武器にパワー勝負に出ることもあれば、正確なジャンプショットでミドルレンジからもシュートを決めることができ、フックショットやターンアラウンドジャンパーも抜群の決定力を誇る。

## 個人成績

### レギュラーシーズン
| シーズン   | チーム     | GP  | GS  | MPG  | FG%  | 3P%  | FT%  | RPG  | APG | SPG | BPG | TO  | PPG  |
| ---------- | ---------- | --- | --- | ---- | ---- | ---- | ---- | ---- | --- | --- | --- | --- | ---- |
| 2004–05    | BOS        | 71  | 1   | 14.8 | .528 | .000 | .630 | 4.4  | .3  | .3  | .8  | .9  | 6.7  |
| 2005–06    | BOS        | 59  | 7   | 18.0 | .499 | .000 | .642 | 5.1  | .5  | .5  | .8  | 1.1 | 7.9  |
| 2006–07    | BOS        | 69  | 60  | 33.6 | .514 | .000 | .681 | 11.0 | 1.3 | .7  | 1.5 | 2.0 | 16.0 |
| 2007–08    | MIN        | 82  | 82  | 35.6 | .500 | .000 | .721 | 11.1 | 1.4 | .9  | 1.5 | 2.0 | 21.0 |
| 2008–09    | MIN        | 50  | 50  | 36.7 | .497 | .000 | .738 | 11.0 | 1.6 | .8  | 1.7 | 1.8 | 23.1 |
| 2009–10    | MIN        | 76  | 76  | 32.4 | .498 | .000 | .680 | 9.3  | 1.8 | .8  | 1.3 | 1.8 | 17.1 |
| 2010–11    | UTA        | 82  | 82  | 35.9 | .496 | ---  | .761 | 9.7  | 1.8 | .6  | 1.9 | 1.3 | 18.6 |
| 2011–12    | UTA        | 61  | 61  | 34.0 | .492 | .250 | .774 | 9.6  | 2.2 | .8  | 1.7 | 1.0 | 19.2 |
| 2012–13    | UTA        | 78  | 78  | 33.1 | .494 | .118 | .770 | 9.2  | 2.1 | 1.0 | 1.1 | 1.3 | 17.8 |
| 2013–14    | CHA        | 73  | 73  | 35.0 | .509 | .200 | .690 | 10.8 | 2.1 | .9  | 1.1 | 1.7 | 21.8 |
| 2014–15    | CHA        | 65  | 61  | 30.6 | .481 | .400 | .655 | 8.4  | 1.7 | .7  | 1.3 | 1.0 | 16.6 |
| 2015–16    | CHA        | 47  | 18  | 23.3 | .485 | ---  | .649 | 6.4  | 1.5 | .6  | .9  | .7  | 12.0 |
| 2016–17    | IND        | 66  | 1   | 14.1 | .499 | .000 | .765 | 4.2  | .9  | .3  | .2  | .5  | 8.1  |
| 2017–18    | IND        | 36  | 1   | 13.4 | .534 | .000 | .833 | 4.0  | .8  | .4  | .6  | .6  | 7.0  |
| 通算：14年 | 通算：14年 | 915 | 651 | 28.7 | .499 | .121 | .711 | 8.4  | 1.5 | .7  | 1.2 | 1.3 | 15.7 |

### プレーオフ
| シーズン  | チーム    | GP | GS | MPG  | FG%  | 3P%  | FT%  | RPG | APG | SPG | BPG | TO  | PPG  |
| --------- | --------- | -- | -- | ---- | ---- | ---- | ---- | --- | --- | --- | --- | --- | ---- |
| 2005      | BOS       | 7  | 0  | 19.4 | .415 | ---  | .750 | 6.4 | .3  | .6  | 1.1 | .6  | 6.1  |
| 2012      | UTA       | 4  | 4  | 35.3 | .529 | .000 | .250 | 8.5 | 2.5 | 1.3 | .8  | 1.3 | 18.3 |
| 2014      | CHA       | 3  | 3  | 35.3 | .491 | ---  | .800 | 9.3 | .7  | .3  | 1.7 | .3  | 18.7 |
| 2016      | CHA       | 7  | 5  | 24.0 | .506 | ---  | .692 | 6.1 | 1.1 | .6  | .4  | .9  | 13.3 |
| 出場：4回 | 出場：4回 | 21 | 12 | 26.2 | .494 | .000 | .676 | 7.1 | 1.0 | .7  | .9  | .8  | 12.6 |

## 脚註
1. ↑  “Al-Jefferson”.   draftexpress.com (2008年9月26日). 2018年4月1日閲覧。
2. ↑  “USA Basketball: Al Jefferson”. www.usab.com (2010年9月15日). 2018年4月1日閲覧。
3. ↑  “Departures of Jefferson, Hargrow to go unfilled”.   Sports.espn.go.com (2004年6月25日). 2010年7月30日閲覧。
4. ↑  Al Jefferson 2006-07 Game Log
5. ↑  “A. Jefferson, K. Martin Named NBA Players of the Week”.   Nba.com (2007年3月5日). 2010年7月30日閲覧。
6. ↑  Press, Associated (2007年7月31日). “Garnett deal finalized”.   Celtics.bostonherald.com. 2010年7月30日閲覧。
7. ↑  “Rebuilding Wolves give multiyear extension to Jefferson”.   Sports.espn.go.com (2007年11月1日). 2010年7月30日閲覧。
8. ↑  Zgoda, Jerry (2007年11月1日). “Wolves, Jefferson agree to extension”.   Startribune.com. 2010年7月30日閲覧。
9. ↑  “Jazz Acquires Center/Forward Al Jefferson from Minnesota”. NBA.com.   Turner Sports Interactive, Inc.. 2010年8月8日時点のオリジナルよりアーカイブ。2010年7月13日閲覧。
10. ↑  Bobcats Sign Free Agent Center Al Jefferson
11. ↑  “Bobcats Sign Free Agent Center Al Jefferson” (2013年6月10日). 2015年10月31日時点のオリジナルよりアーカイブ。 Template:Cite webの呼び出しエラー：引数 accessdate は必須です。
12. ↑  “Al Jefferson lands contract with Charlotte Bobcats” (英語). USA TODAY. (2013年7月4日) 2018年4月1日閲覧。 {{cite news}}: |work=、|newspaper=引数が重複しています。 (説明)⚠